# Kevin Kline
Kevin Delaney Kline (24 d'octubre de 1947) és un actor de teatre i cinema estatunidenc. Ha guanyat un Premi Oscar, tres Premis Tony i va ser nominat a un Premi Emmy el 2009.

## Biografia

### Inicis
Kline va néixer a Saint Louis (Missouri), fill de Peggy i Robert Kline. El seu pare era un amant de la música clàssica i cantant aficionat d'òpera, sent propietari de The Record Bar, una botiga de música a St. Louis que havia obert a inicis de la dècada dels 40. Robert Kline era agnòstic de descendència jueva, mentre que la mare de Kline era catòlica. Kline es va educar en el catolicisme. Es va graduar a la Saint Louis Priory School el 1965, i després assistí a la Universitat d'Indiana. Allà començà com a pianista clàssic, i s'afegí al grup de teatre del campus, "Vest Pocket Players".

### Carrera
El 1970 va rebre una beca de la Divisió de Drama a la Juilliard School a Nova York. El 1972, s'uní amb els seus antics companys de Juilliard, incloent a Patti LuPone i David Ogden Stiers, formant la City Center Acting Company (avui la The Acting Company), sota els auspicis de John Houseman. La companyia viatjà per tots els Estats Units interpretant les obres de Shakespeare, així com d'altres clàssics i el musical The Robber Bridegroom, creant un dels grups més celebrats del repertori de teatre americà.

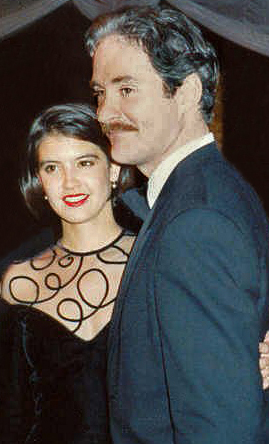
Kline i la seva esposa Phoebe Cates, 1989

El 1976, Kline abandonà The Acting Company i s'establí a Nova York, on interpretà una breu temporada el personatge de Woody Reed a la comèdia televisiva Search for Tomorrow. Tornà als escenaris el 1978 amb el petit paper de "Bruce Granit", una caricatura d'ídol de matinée a la versió de Harold Prince de On the Twentieth Century, amb el qual guanyà el seu primer Premi Tony. El 1981, Kline va aparèixer amb la diva de rock Linda Ronstadt i el cantant Rex Smith a la producció del New York Shakespeare Festival's Central Park de The Pirates of Penzance, guanyant un segon Premi Tony, aquest cop com a Millor Actor en un Musical, per la seva còmica interpretació del Pirata Rei. El 1983 el tornà a interpretar a la versió fílmica del musical, de nou amb Ronstadt, Smith i amb Angela Lansbury, que tingué una tèbia acollida.
El 1982, després que el crític Frank Rich del New York Times l'anomenés l'Olivier americà pel seu treball escènic, Kline s'aventurà al cinema el 1982 a La decisió de la Sophie, d'Alan J. Pakula. Interpretà el cobejat paper del turmentat i mercurial Nathan, oposat a Meryl Streep. Steep guanyà el Premi Oscar per la seva actuació, mentre que Kline va ser nominat al Globus d'Or i al Premi BAFTA per la millor actuació debutant.
Durant els 80 i inicis dels 90, Kline actuà en diverses ocasions amb el director Lawrence Kasdan en pel·lícules com The Big Chill, Silverado, Grand Canyon, I Love You to Death, i French Kiss. El 1918, Kline guanyà el Premi Oscar al Millor actor secundari per la seva participació en la comèdia britànica Un peix anomenat Wanda, en la que interpretava a un patètic i inepte ex-agent de la CIA oposat al cavaller britànic interpretat per John Cleese i amb Jamie Lee Curtis com a femme fatale. El 2000, l'American Film Institute situà la pel·lícula al número 21 de la llista AFI's 100 Years... 100 Laughs.
Tot i que ha rebut ofertes per realitzar molts papers que l'haguessin situat indiscutiblement a l'estrellat, Kline ha mantingut una distància prudencial amb la màquina de creació d'estrelles de Hollywood. Ha desenvolupat una reputació que li ha fet rebre el malnom de Kevin Decline; però entre els seus premis figuren Premi Drama Desk, Globus d'Or, un Premi Gotham i un Premi del St. Louis International Film Festival als Èxits d'una vida. Els crítics de cinema han lloat enormement el seu talent. Newsday va afirmar que Kline ha demostrat que és un dels actors americans de més talent i versàtils de la seva generació.
Recentment, va interpretar al protagonista de King Lear al Public Theatre, i va interpretar també el protagonista a una producció de Broadway de Cyrano de Bergerac, al costat de Jennifer Garner. Aquesta producció va haver de tancar temporalment després de només 11 funcions degut a la vaga de tramoies, però tornà a obrir. Cyrano va ser enregistrada i va ser emesa en la sèrie Great Performances de la PBS al gener del 2009.
El 27 de gener de 2008, Kline va guanyar el Premi del Sindicat d'Actors per la seva interpretació de Jacques a la pel·lícula de As You Like It, adaptació de l'obra homònima de Shakespeare. Si bé la pel·lícula s'estrenà als cinemes europeus el 2006, als Estats Units s'emeté directament per la HBO el 21 d'agost del 2007.
Al desembre del 2004, Kline esdevingué el 2.272è receptor d'una estrella al Passeig de la Fama de Hol·lywood, situada al 7000 de Hollywood Boulevard.

### Vida personal
Kline es va casar amb l'actriu Phoebe Cates el 1989. La parella viu a Nova York i té dos fills: Owen Joseph Kline (nascut el 1991), que va actuar a Una història de Brooklyn, i Greta Simone Kline (nascuda el 1994). Després que al seu fill se li diagnostiqués una diabetis juvenil, Kline esdevingué membre actiu de la Fundació de Recerca de la Diabetis Juvenil (Juvenile Diabetes Research Foundation). Al novembre del 2004 se li va concedir el Premi Humanitari de l'Any JDRF, concedit per Meryl Streep, atorgat pels seus esforços voluntaris en benefici de l'organització.
Des del 2006 existeix el Premi Kevin Kline pels professionals del teatre de St. Louis, concedit en les categories de millors actor i actriu, escenografia, coreografia i obra original.

## Filmografia
| Any  | Pel·lícula                                      | Paper                                                          | Notes |
| ---- | ----------------------------------------------- | -------------------------------------------------------------- | --- |
| 1982 | La decisió de la Sophie                         | Nathan Landau                                                  | Nominat a - Premi BAFTA al Millor Debutant Nominat a - Premi Globus d'Or a la Nova Estrella de l'Any - Actor |
| 1983 | The Pirates of Penzance                         | The Pirate King                                                | |
| 1983 | The Big Chill                                   | Harold Cooper                                                  | |
| 1985 | Silverado                                       | Paden                                                          | |
| 1986 | Les violetes son blaves (Violets Are Blue)      | Henry Squires                                                  | |
| 1987 | Cry Freedom                                     | Donald Woods                                                   | |
| 1988 | Un peix anomenat Wanda (A Fish Called Wanda)    | Otto West                                                      | Oscar al millor actor secundari Nominat a - BAFTA al millor actor                                            |
| 1989 | L'assassí del calendari                         | Nick Starkey                                                   | |
| 1990 | T'estimo fins a la mort (I Love You Death)      | Joey Boca                                                      | |
| 1991 | Escàndol al plató (Soapdish)                    | Jeffery Anderson/Dr. Rod Randall                               | Nominat a - Globus d'Or al millor actor musical o còmic                                                      |
| 1991 | Grand Canyon                                    | Mack                                                           | |
| 1992 | Consenting Adults                               | Richard Parker                                                 | |
| 1992 | Chaplin                                         | Douglas Fairbanks                                              | |
| 1993 | Dave, president per un dia (Dave)               | Dave Kovic/President William Harrison Mitchell                 | Nominat a - Globus d'Or al millor actor musical o còmic                                                      |
| 1993 | The Nutcracker                                  | Narrador                                                       | |
| 1994 | La princesa Caraboo (Princess Caraboo)          | Frixos                                                         | |
| 1995 | French Kiss                                     | Luc Teyssier                                                   | |
| 1996 | The Hunchback of Notre Dame                     | Phoebus                                                        | veu |
| 1997 | La tempesta de gel (The Ice Storm)              | Ben Hood                                                       | |
| 1997 | Criatures ferotges (Fierce Creatures)           | Vince McCain/Rod McCain                                        | |
| 1997 | In & Out                                        | Howard Brackett                                                | Nominat a - Globus d'Or al millor actor musical o còmic                                                      |
| 1999 | A Midsummer Night's Dream                       | Nick Bottom                                                    | |
| 1999 | Wild Wild West                                  | U.S. Marshal Artemus 'Artie' Gordon/President Ulysses S. Grant | |
| 2000 | La ruta cap a El Dorado (The Road to El Dorado) | Tulio                                                          | veu |
| 2001 | The Anniversary Party                           | Cal Gold                                                       | |
| 2001 | Life as a House                                 | George Monroe                                                  | Nominat a - Premi del Sindicat d'Actors a Millor Actor Protagonista                                          |
| 2002 | Orange County                                   | Marcus Skinner                                                 | uncredited                                                                                                   |
| 2002 | The Hunchback of Notre Dame II                  | Phoebus                                                        | veu |
| 2002 | The Emperor's Club                              | William Hundert                                                | |
| 2004 | De-Lovely                                       | Cole Porter                                                    | Nominat a - Globus d'Or al millor actor musical o còmic                                                      |
| 2006 | The Pink Panther                                | Chief Inspector Dreyfus                                        | |
| 2006 | A Prairie Home Companion                        | Guy Noir                                                       | |
| 2006 | As You Like It                                  | Jaques                                                         | Premi del Sindicat d'Actors a Millor Actor Protagonista de Minisèrie o telefilm                              |
| 2007 | Trade                                           | Ray Sheridan                                                   | |
| 2008 | Definitely, Maybe                               | Hampton Roth                                                   | |
| 2008 | El valent Despereaux                            | Andre                                                          | Veu en anglès                                                                                                |
| 2008 | Cyrano de Bergerac                              | Cyrano de Bergerac                                             | Nominat a - Premi Emmy a Millor Actor Protagonista                                                           |
| 2009 | Queen to Play (Joueuse)                         | Docteur Kröger                                                 | |
| 2010 | The Extra Man                                   | Henry Harrison                                                 | |
| 2010 | Stake Land                                      | Townsfolk                                                      | |
| 2010 | La conspiració                                  | Edwin Stanton                                                  | |
| 2011 | No Strings Attached                             | Alvin                                                          | |
| 2012 | Per fi sols!                                    | Joseph                                                         | |